# Q-критерий Кохрена
Q-критерий Кохрена (англ. Cochran's Q test) — непараметрический статистический тест, используемый для проверки того, оказывают ли два или более воздействий одинаковый эффект на группы. При этом отклик группы может принимать только 2 возможных значения (обозначаемых как 0 и 1). Критерий получил название по имени Уильяма Кохрена. Не следует путать Q-критерий Кохрена с G-критерием Кохрена. При использовании Q-критерия предполагается, что результат воздействия описывается только двумя типами (например, успех/неудача, 1/0) и существуют более чем 2 группы одинакового размера. Критерий определяет, является ли доля успеха одинаковой в разных группах. Часто он используется для определения того, получают ли разные наблюдатели одного и того же явления схожий результат (вариабельность субъективной экспертной оценки).

## Условия проведения экспериментов
Предполагается, что имеют место k > 2 экспериментальных воздействий и что наблюдения сгруппированы в b блоков
|                         | Воздействие 1           | Воздействие 2           | {\displaystyle \cdots } | Воздействие k           |
| ----------------------- | ----------------------- | ----------------------- | ----------------------- | ----------------------- |
| Блок 1                  | X11                     | X12                     | {\displaystyle \cdots } | X1k                     |
| Блок 2                  | X21                     | X22                     | {\displaystyle \cdots } | X2k                     |
| Блок 3                  | X31                     | X32                     | {\displaystyle \cdots } | X3k                     |
| {\displaystyle \vdots } | {\displaystyle \vdots } | {\displaystyle \vdots } | {\displaystyle \ddots } | {\displaystyle \vdots } |
| Группа b                | Xb1                     | Xb2                     | {\displaystyle \cdots } | Xbk                     |

## Описание
Q-критерий Кохрена:
Нулевая гипотеза (H0): воздействия имеют одинаковый эффект.
Альтернативная гипотеза (Ha): существует разница в эффективности различных воздействий.
Статистика Q-критерия Кохрена:
{\displaystyle T=k\left(k-1\right){\frac {\sum \limits _{j=1}^{k}\left(X_{\bullet j}-{\frac {N}{k}}\right)^{2}}{\sum \limits _{i=1}^{b}X_{i\bullet }\left(k-X_{i\bullet }\right)}}},
где
k — число воздействий,
X• j — сумма по столбцу для j-го воздействий,
b — число групп,
Xi • — сумма по строке для i-й группы,
N — общая сумма.

## Критическая область
Для уровня значимости α, критическая область:
{\displaystyle T>\chi _{1-\alpha ,k-1}^{2}}
где Χ21 − α,k − 1 — (1 − α)-квантиль распределения хи-квадрат с k − 1 степенями свободы. Нулевая гипотеза отклоняется, если статистика находится в критической области. Если по Q-критерию отвергается нулевая гипотеза об одинаковом эффекте воздействий, могут быть осуществлены попарные множественные сравнения с применением Q-критерия Кохрена для оценки двух интересующих воздействий.
Примерное распределение статистики T может быть рассчитано для малого количества исследуемых объектов. Это позволяет примерно оценить критическую область. Первый алгоритм был предложен в 1975 году Патилем, второй — Фами и Белетуалем в 2017 году.

## Допущения
Q-критерий Кохрена применим при применении следующих допущений:
1. должно быть исследовано большое количество объектов, b должно быть большим.
2. группы должны быть выбраны случайно из всего возможного набора групп.
3. воздействие на группы может быть описано дихотомической переменной, которая принимает только 2 возможных значения (например, «0» или «1»)

## Сопутствующие критерии
- Критерий Фридмана или критерий Дарбина[англ.] могут быть использованы в случаях, когда отклик принимает не 2 значения, а несколько возможных или любое значение в некотором интервале.
- Когда речь идёт ровно о двух воздействиях, Q-критерий Кохрена эквивалентен критерию Мак-Немара[англ.], который, в свою очередь, эквивалентен критерию знаков.